# Stevie Crawford
Pour les articles homonymes, voir Stephen Crawford et Crawford.
Stevie Crawford, né le 9 janvier 1974 à Dunfermline, est un footballeur international écossais, devenu entraîneur. 
Cet attaquant réalise l'essentiel de sa carrière en championnat d'Écosse, dans des clubs modestes. Avec 65 buts, il est en 2010 le septième meilleur buteur de l'histoire de la Scottish Premier League. Sur neuf saisons, il est sélectionné à 25 reprises en équipe nationale.

## Carrière
Formé aux Raith Rovers, Stevie Crawford y remporte la league cup en 1994 et y découvre la Coupe UEFA. Ses performances lui valent alors d'être sélectionné en équipe nationale. En 1996, il tente sa chance en Angleterre, à Millwall, où il est titulaire mais où il ne reste qu'une seule année. 
Il revient en Écosse, sous le maillot d'Hibernian, avec lequel il connaît une relégation en deuxième division et un retour immédiat en SPL. En 1999, il est prêté à Dunfermline Athletic FC, avant d'y être définitivement transféré la saison suivante. Il est à cette époque régulièrement sélectionné en équipe d'Écosse. Il atteint une deuxième fois la finale de la coupe d'Écosse, mais s'incline avec son club face au Celtic FC. 
Après un nouvel aller-retour en Angleterre, au Plymouth Argyle, il signe à Dundee United en 2005 (où il perd une deuxième finale de coupe face au Celtic) puis à Aberdeen, avant de retourner à Dunfermline. 
En 2008, à 34 ans, il rejoint East Fife FC, en division inférieure écossaise, comme joueur, puis entraîneur-joueur, et enfin entraîneur depuis octobre 2010.